# 0963
0963 è il prefisso telefonico del distretto di Vibo Valentia, appartenente al compartimento di Catanzaro.
Il distretto comprende gran parte della provincia di Vibo Valentia. Confina con i distretti di Lamezia Terme (0968) a nord, di Soverato (0967) a est, di Locri (0964) a sud-est e di Palmi (0966) a sud.

## Aree locali e comuni
Il distretto di Vibo Valentia comprende 47 comuni inclusi nelle 3 aree locali di Soriano Calabro (ex settori di Fabrizia, Serra San Bruno e Soriano Calabro), Tropea (ex settori di Briatico, Mileto, Nicotera, Rombiolo e Tropea) e Vibo Valentia (ex settori di Monterosso Calabro e Vibo Valentia). I comuni compresi nel distretto sono: Acquaro, Arena, Briatico, Brognaturo, Capistrano, Cessaniti, Dasà, Drapia, Fabrizia, Filandari, Filogaso, Francica, Gerocarne, Jonadi, Joppolo, Limbadi, Maierato, Mileto, Mongiana, Monterosso Calabro, Nardodipace, Nicotera, Parghelia, Pizzo, Pizzoni, Polia, Ricadi, Rombiolo, San Calogero, San Costantino Calabro, San Gregorio d'Ippona, San Nicola da Crissa, Sant'Angelo, Sant'Onofrio, Serra San Bruno, Simbario, Sorianello, Soriano Calabro, Spadola, Spilinga, Stefanaconi, Tropea, Vallelonga, Vazzano, Vibo Valentia, Zaccanopoli, Zambrone e Zungri .